# Таха, Эрвин
Эрвин Таха (исп. Ervin Taha; 14 марта 1999, Париж, Франция) — французский футболист, нападающий клуба «Бордо».

## Клубная карьера
Таха — воспитанник клуба «Бордо». 28 ноября 2017 года в матче против «Сент-Этьена» он дебютировал в Лиге 1, заменив во втором тайме Жонатана Кафу.

## Международная карьера
В 2016 года в составе юношеской сборной Франции Таха принял участие в юношеском чемпионате Европы в Азербайджане. На турнире он сыграл в матчах против команд Англии, Дании и Швеции.